# Ministerio de Industria y Minería (1971)
El Ministerio de Industria y Minería fue departamento del Gobierno de Argentina. Funcionó desde 1971 hasta 1973.
Un antecedente fue la Secretaría de Industria y Minería, creada en 1958 por Ley 14 439, como órgano dependiente del Ministerio de Economía.
Por la Ley 19 320, sancionada y promulgada en 1971 por el presidente de facto Lanusse, el Ministerio de Industria, Comercio y Minería fue disuelto y sus funciones repartidas entre los departamentos de Comercio y de Industria y Minería.
Su primer titular fue Carlos Casale, designado el 22 de octubre de 1971 por Decreto 4890. Tras la renuncia de este funcionario, se designó a Ernesto Parellada, quien fue designado en el cargo el 8 de marzo de 1972.
El 25 de mayo de 1973, Lanusse entregó el poder al presidente constitucional Cámpora y todo su gabinete cesó de hecho en sus funciones. La cartera ya no figuró en la lista de ministerios de la Ley 20 524 (publicada el 21 de agosto de 1973), por lo que quedó disuelta. El 25 de octubre de 1973, la administración peronista creó la Secretaría de Desarrollo Industrial en la órbita del Ministerio de Economía.